# Roman’s Revenge
Roman’s Revenge (englisch etwa für „Romans Rache“) ist ein Lied der US-amerikanischen Rapperin Nicki Minaj, das sie zusammen mit dem Rapper Eminem aufnahm. Der Song wurde am 30. Oktober 2010 als Promo-Single ihres ersten Studioalbums Pink Friday veröffentlicht.

## Inhalt
| Liedteil   | Künstler               |
| 1. Strophe | Nicki Minaj            |
| 1. Refrain | Nicki Minaj            |
| 2. Strophe | Eminem                 |
| 2. Refrain | Eminem                 |
| 3. Strophe | Nicki Minaj und Eminem |

Der Songtitel Roman’s Revenge bezieht sich auf Nicki Minajs wütendes Alter Ego Roman Zolanski, unter dem sie in diesem Lied auftritt. Dabei vergleicht sie sich mit einem Drachen, greift andere, nicht genannte Rapperinnen an und wirft diesen Neid auf ihren Erfolg vor. Obwohl die Rapperin Lil’ Kim nicht direkt erwähnt wird, nehmen viele Fans und Hörer an, dass sich zahlreiche Liedzeilen an sie richten, da Nicki Minaj zu dieser Zeit Meinungsverschiedenheiten mit ihr hatte. Auch Eminem tritt auf dem Lied unter seinem aggressiven Alter Ego Slim Shady in Erscheinung. Sein Text enthält viele, teils sexuelle und gewalttätige Wortspiele und Metaphern, mit denen er imaginäre Gegner angreift und sich selbst stärkt.

“I’m a bad bitch, I’m a cunt

And I’ll kick that ho, punt

Forced trauma, blunt

You play the back, bitch, I’m in the front

You need a job, this ain’t cuttin’ it

Nicki Minaj is who you ain’t fuckin’ with”

## Produktion
Das Lied wurde von dem US-amerikanischen Musikproduzenten Swizz Beatz produziert, der zusammen mit Nicki Minaj und Eminem auch als Autor fungierte.

## Chartplatzierungen
Roman’s Revenge stieg am 20. November 2010 auf Platz 56 in die US-amerikanischen Singlecharts ein und hielt sich fünf Wochen lang in den Top 100. In anderen Ländern konnte der Song sich nicht in den Charts platzieren.
| ChartsChartplatzierungen       | Höchstplatzierung | Wochen |
| ------------------------------ | ----------------- | ------ |
| Vereinigte Staaten (Billboard) | 56 (5 Wo.)        | 5      |

## Auszeichnungen für Musikverkäufe
| Land/Region       | Auszeichnungen für Musikverkäufe (Land/Region, Auszeichnung, Verkäufe) | Verkäufe |
| ----------------- | ---------------------------------------------------------------------- | -------- |
| Australien (ARIA) | Gold                                                                   | 35.000   |
| Insgesamt         | 1× Gold ·                                                              | 35.000   |

Hauptartikel: Nicki Minaj/Auszeichnungen für Musikverkäufe

## Remix
Am 19. Januar 2011 erschien ein offizieller Remix des Songs mit einer Länge von 3:52 Minuten, auf dem statt Eminem der Rapper Lil Wayne zu hören ist. Im Gegensatz zur Originalversion besitzt der Remix ein Singlecover, auf dem Nicki Minaj in einem rosa Kleid und pinker Perücke zu sehen ist. Sie blickt den Betrachter mit aufgerissenen Augen und geöffnetem Mund an. Am oberen Bildrand befinden sich die weißen Schriftzüge Nicki Minaj und Roman’s Revenge sowie neun weiße Sterne, während am unteren Bildrand der Schriftzug Feat. Lil Wayne in Rot steht. Der Hintergrund ist in Rosa gehalten. Der Remix konnte sich nicht in den Charts platzieren.